# Psyra dsagara
Psyra dsagara là một loài bướm đêm trong họ Geometridae.